# 弘田琢磨
弘田 琢磨（ひろた たくま、1843年（天保14年）7月12日 - 1920年(大正9年)2月22日）は、明治時代の教育家。

## 略歴
土佐国高岡郡押岡村（現：須崎市）に生まれる。父は高知藩士の弘田潤造。
真面目な性格で、特に武技を好み激剣柔道の奥義を究めた。少壮藩に謹志して藩士の鼓舞教導に努めた。
戊辰戦争に従軍し、廃藩置県後、県立高知中学校が創立した際には教師となって漢文を教えた。厳格でよく生徒を諭し、多くの生徒から敬慕されていた。また、郷里の為に基金を投じ、学校を設立して子どもたちの教育に力を注いでいた。
山河を開拓して公園を作るなど公共事業に大きく貢献した。村町の人たちはこれを讃えて弘田公園と呼んだ。
東京の地にて病死。享年78。墓地は染井霊園北部。